# Zapatón
El territori indígena de Zapatón és un dels dos territoris indígenes costariquenys on habita l'ètnia huetar, l'altre és el de Quitirrisí. Es localitza al cantó de Puriscal de la província de San José. Es va fundar en 1986. Parlen només castellà puix que la llengua huetar està actualment extingida. Es dediquen principalment a la caça, pesca i a la producció artesanal de productes com la cistelleria i tints naturals.